# الخطوط الجوية الإفريقية
الخطوط الجوية الأفريقية (بالإنجليزية: Afriqiyah Airways)‏ هي شركة طيران ليبية مقرها طرابلس، تتخذ الشركة من مطار معيتيقة الدولي مقرا رئيسيا لها. كما تنطلق رحلاتها أيضاً من مطارات مصراتة وبنغازي. وتعمل الشركة على تسير رحلات داخلية في ليبيا ورحلات دولية لتونس، تركيا، مصر، الأردن، السودان، النيجر.
قُدّر عدد ركاب الأفريقية في عام 2009 بما يزيد عن مليون راكب. إيرادات الشركة وصلت في عام 2006 إلى 120 مليون دولار.

## تاريخ
تأسست الشركة في أبريل عام 2001، وفي يوم 29 يوليو سنة 2007 تأسست الشركة الليبية الأفريقية للطيران القابضة، والتي أصبحت المالك الوحيد للشركة الأفريقية. وبدأت الخطوط الجوية الأفريقية الخدمة في شهر ديسمبر من عام 2001، اعتمدت الشركة في البداية على طائرات من طراز بوينغ 737-400، ومع عام 2003 أصبح أسطول الشركة يعتمد على طائرات من طراز أيرباص.
بسبب فقدان شركة الخطوط الجوية الأفريقية للعديد من الطائرات أصبح الوضع المالي للشركة صعباً جداً، وتوجد حالياً طائرات لها جاهزة للتسليم لكن نظراً للوضعية المالية للشركة والأوضاع الأمنية الصعبة في ليبيا فقد تأجل تسليم تلك الطائرات.
في عام 2014 فقدت الخطوط الجوية الأفريقية العديد من طائراتها جراء تضررها من النيران والمعارك التي كانت في مطار طرابلس الدولي. وحتى بعد إغلاق هذا المطار، ونقل جميع عملياته لمطار معيتيقة الدولي، فالطائرات لم تسلم من القصف الجوي الذي يصيب المطار والطائرات بأضرار بالغة تسبب في خروجها عن الخدمة وإلغاء العديد من الرحلات.

## الوجهات
بسبب الأوضاع الأمنية غير المستقرة في ليبيا، وبسبب جائحة كوفيد 19 تقلصت وجهات الشركة بشكل كبير،
إلى غاية ديسمبر 2021، تسافر الخطوط الجوية الأفريقية إلى الوجهات التالية:
| المطارات            | الوجهات                                                         |
| ------------------- | --------------------------------------------------------------- |
| مطار معيتيقة الدولي | بنغازي - سبها - الإسكندرية - القاهرة - تونس - الخرطوم - إسطنبول |
| مطار بنينا الدولي   | طرابلس - سبها - الإسكندرية - القاهرة - تونس- اسطنبول            |
| مطار مصراتة الدولي  | القاهرة - تونس - إسطنبول                                        |

## الأسطول

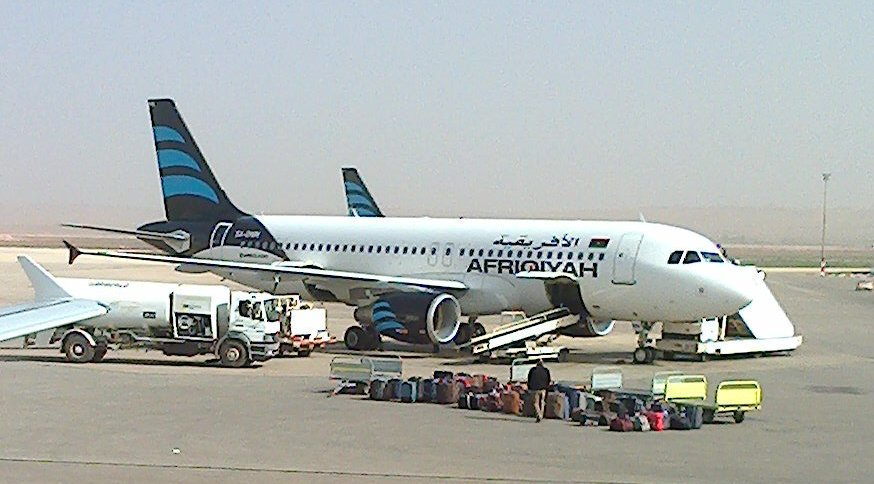
طائرة الخطوط الجوية الأفريقية (بالشعار الجديد) من طراز إيرباص إيه 320

تتوفر الخطوط الجوية الأفريقية حالياً على أربعة طائرات فقط في الخدمة، أما باقي الطائرات فهي خارج الخدمة إما بسبب تضررها من القصف الذي يطال المطارات الليبية بسبب الأوضاع الأمنية وما يترتب عن ذلك من أضرار بالغة للطائرات وانعدام الصيانة، نظراً لقلة قطع الغيار والحصار الاقتصادي المفروض على ليبيا، بالإضافة إلى إغلاق العديد من الدول لحدودها الجوية نتيجة لجائحة كوفيد 19.

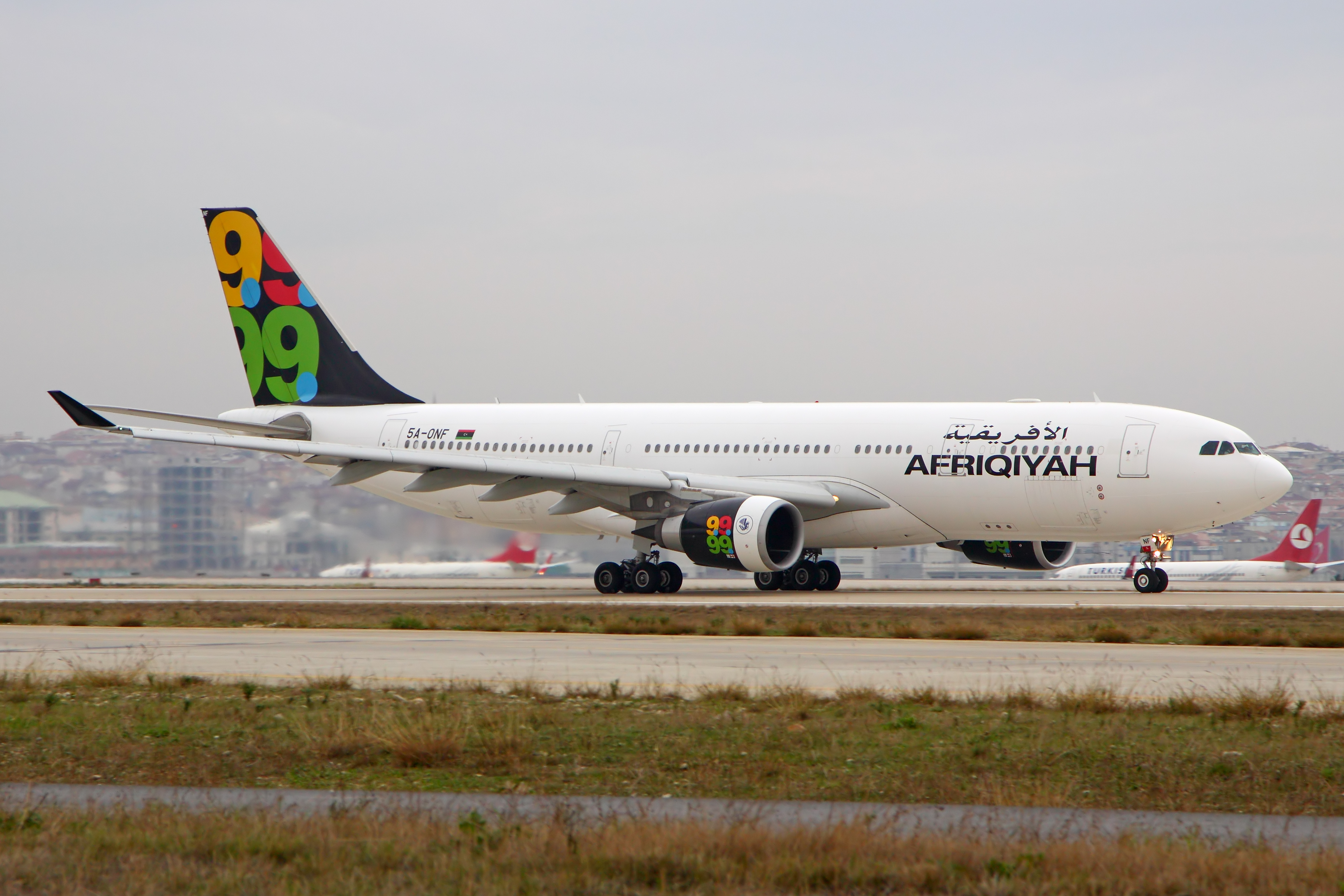
طائرة الخطوط الجوية الأفريقية من طراز إيرباص إيه 330

قائمة أسطوال الخطوط الجوية الأفريقية، إلى غاية ديسمبر 2021:
| الطائرة        | العدد | في الخدمة                   | خارج الخدمة          | ملاحظات |
| -------------- | ----- | --------------------------- | -------------------- | ------- |
| إيرباص إيه 319 | 3     |                             | 5A-ONC 5A-OND 5A-ONI |         |
| إيرباص إيه 320 | 7     | 5A-ONA 5A-ONJ 5A-ONL 5A-ONO | 5A-ONB 5A-ONM 5A-ONN |         |
| إيرباص إيه 330 | 3     |                             | 5A-ONH 5A-ONP 5A-ONR |         |
| إيرباص إيه 300 | 1     |                             | 5A-ONS               |         |
| المجموع        | 13    |                             |                      |         |

## الشعار

الشعار الجديد

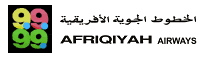
الشعار القديم

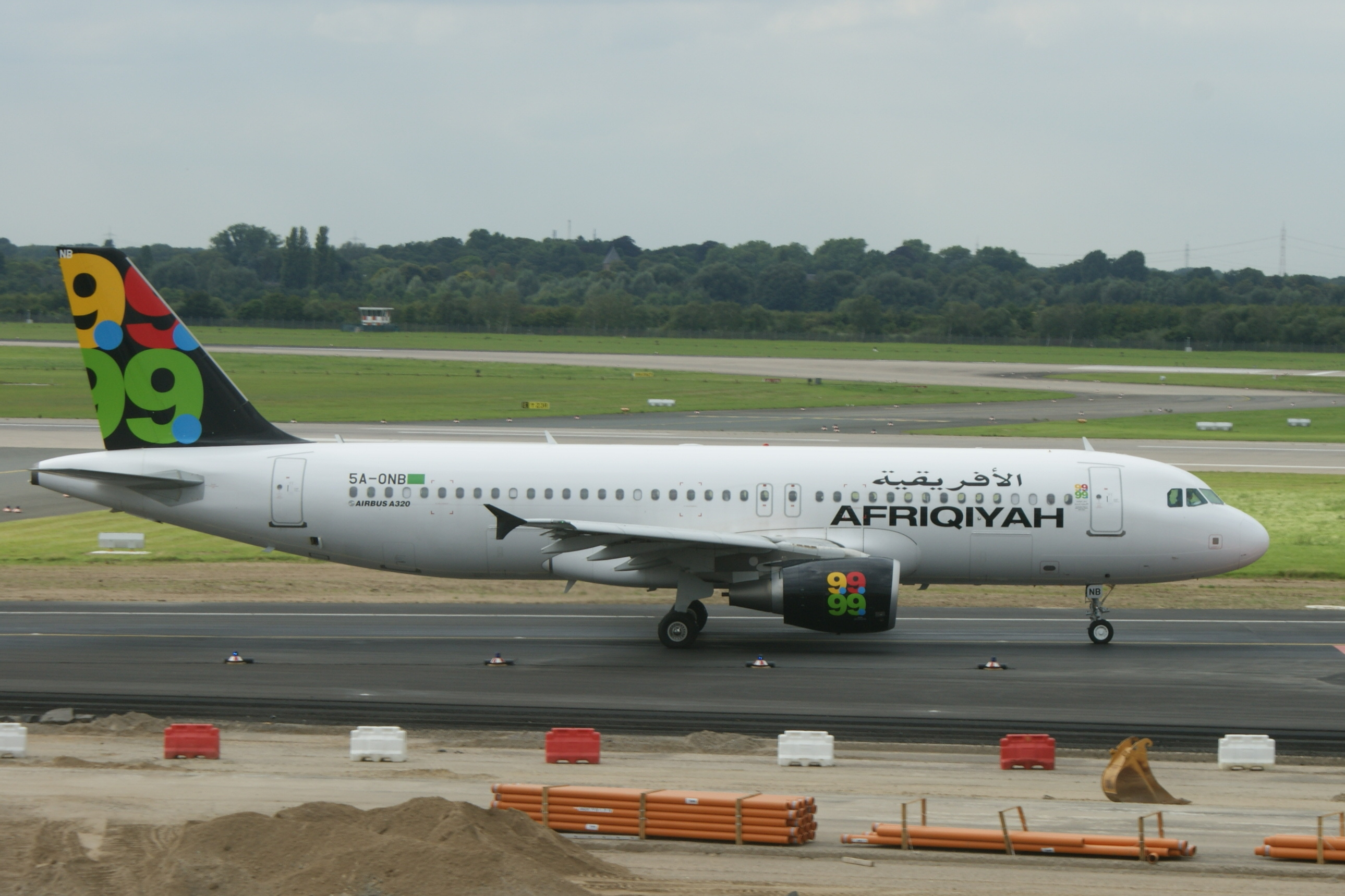
طائرة الخطوط الجوية الأفريقية (بالشعار القديم) من طراز إيرباص إيه 320

شعار الشركة كان "9.9.99" يرمز إلي تاريخ إعلان سرت تأسيس الاتحاد الأفريقي والتي تم توقيعه في 9 شتنبر 1999 في مدينة سرت الليبية.
وفي عام 2012 تم تغييره إلى شعار جديد يستند في مواصفاته على علامات رقبة طائر القمري، ويسمى أيضاً بالحمامة السلحفانية، وهو طائر مهاجر من فصيلة الحمام موجود في ليبيا وشمال أفريقيا وأوروبا، ويمتاز بسرعة الطيران، كما أنه يُعتبر رمز عالمي للحب والإخلاص

## حوادث
- 12 ماي 2010: رحلة الخطوط الجوية الإفريقية رقم 771 على متن طائرة من طراز A330 تحطمت قبل هبوطها في مطار طرابلس الدولي.[2]
- 25 غشت 2011: الطائرة المرقمة 5A-IAY والتي كانت تشتغل لصالح الحكومة الليبية، إحترقت بالكامل بسبب معركة مطار طرابلس الدولي.
- 20 يوليوز 2014: الطائرة المرقمة 5A-ONF إحترقت بالكامل، وهي من نوع A330 .كانت متوقفة في مطار طرابلس الدولي وتعرضت لقصف ناري.[3]
- 23 دجنبر 2016: تم اختطاف الطائرة المرقمة 5A-ONB عندما كانت تقوم برحلة جوية داخلية بين سبها وطرابلس، بعد اختطافها تم تحويل مسارها إلى مالطا.